# بوليفيا
بوليفيا، أو رسميًا دولة بوليفيا متعددة القوميات (بالإسبانية: Estado Plurinacional de Bolivia) هي دولة في أمريكا الجنوبية وتعتبر خامس أكبر دول القارة مساحةً بعد البرازيل، والأرجنتين، وبيرو، وكولومبيا، تبلغ مساحتها 1,098,581 كيلومتراً مربعاً ووصل عدد سكانها في 2013 إلى 10,461,053 نسمة. أهم مدنها سانتا كروز، و‌أورورو، و‌سوكري، و‌بوتوسي، و‌كوتشابامبا. عاصمتها الرسمية هي سوكري والعاصمة الفعلية هي لاباز.
في عام 1825، أعلنت بوليفيا استقلالها، وحملت اسم بوليفار. منذ ذلك الحين شهدت بوليفيا، منذ استقلالها، نحو 200 محاولة انقلاب، إلى أن استقر نظام الحكم المدني، نسبياً، في الثمانينيات من القرن العشرين؛ غير أنها واجهت مشكلات صعبة، تمثلت في الفقر المدقع، والاضطراب الاجتماعي، وإنتاج المخدرات. في ديسمبر 2005، انتخب البوليفيون زعيم حركة «نحو الاشتراكية»، ايفو موراليس رئيساً للبلاد، وهو أول رئيس ينال قدراً كبيراً من الصلاحيات منذ استعادة الحكم المدني، في عام 1982. وقد وعد بإجراء تغييرات في الطبقة السياسية، تمكن الأغلبية الفقيرة من استلام السلطة.

## أصل التسمية
يرجع اسم بوليفيا إلى الجنرال سيمون بوليفار الذي سعى من أجل تحرير أراضي أمريكا الجنوبية من سيطرة الاستعمار الإسباني، فتم إطلاق اسم بوليفيا على هذا الجزء نسبةً إلى الجنرال بوليفار.

## التاريخ

### ما قبل الاستعمار
هي إحدى حضارات أمريكا الجنوبية التي سادت قبل 2500 سنة. وقامت هذه الحضارة في تياواناكو. وكانت حضارة إنشائية وزراعية وحيوانية،
حيث أعتمدو على أعمال الزراعة وتربية الحيوان كاللاما وألبكة. وتعتبر مدينة تيواناكو موقعا حضاريا كبيرا فوق جبال الأنديز. وقد بنيت سنة 200 ق.م. وكانت معظم مبانيها من الحجارة، واشتهرت بفخارها.
ومعبدها الذي الذي أحتوى على بوابة الشمس الشهيرة. وقد أخذت شيلي عن بوليفيا نماذج الفخار. كانت بوليفيا قسماً من إمبراطورية الهنود الأمريكيين الانكا قبل استيلاء الإسبان عليها في سنة (1538 م) وظلت خاضعة للاستعمار الإسباني حتى سنة (1825م)، حيث استقلت بعد ثورة دامية، وفي سنة (1879 م) دخلت حرباً مع جارتها شيلي، استمرت حتى سنة (1922 م)، وتنازلت بعد هزيمتها لشيلي عن مساحة كبيرة من أراضيها تمثلت بكامل ساحلها على المحيط الهادي، كما تنازلت عن قسم من أرضها للبرازيل، ودخلت في حرب مع جارتها البارغواي في سنة (1932 م) ولتتنازل لاحقا عن قسم من أراضيها للبراغواي

### القرن العشرون
بقيت الأقلية البيضاء تتحكم بمقدرات البلاد زمنا طويلا دون أن ينازعها أحد على السلطة. ولكن تغييرات أساسية حدثت في نهاية العشرينات من القرن العشرين حين استطاعت العناصر التروتسكية في حزب العمال الثوري، وبعض العسكريين التقدميين، إيصال الكولونيل جرمان بوش في 1937 والقائد غوالبرتو فيلارول (1943-1946) إلى رئاسة الجمهورية ودفعهما للقيام ببعض الإصلاحات الاجتماعية والسياسية. ولكن رغم هاتين الفترتين الهادئتين نسبيا، فقد ظل الطابع العام للحياة السياسية في بوليفيا يغلب عليه عدم الاستقرار، والخلافات السياسية والإضرابات بالإضافة إلى الانقلابات العسكرية. وفي عام 1951 جرت انتخابات رئاسية في البلاد، ففاز مرشح «الحركة الوطنية الثورية» (MNR) فيكتور باز استنسيرو بأغلبية الأصوات، ولكن الزمرة العسكرية منعته من استلام مهامه، مما أدى إلى قيام ثورة عامة بقيادة «الحركة الوطنية الثورية» انتهت بالإطاحة بالزمرة العسكرية الحاكمة، وتسليم استنسيرو مهام رئيس الجمهورية. عمل الرئيس الجديد على تقليص دور الجيش في الحياة السياسية، فعمد في المرحلة الأولى إلى حله، ثم أمم المناجم ومنح الأميين (الذين تلبغ نسبتهم 70% من السكان) حق التصويت، وأصدر قانونا للإصلاح الزراعي. إلا أن سياسته هذه اصدمت بعدة عقبات حالت دون تنفيذها بشكل كامل. وأبرز هذه العقبات، الصراع على السلطة داخل الطبقة الحاكمة، وبشكل خاص بين خوان ليشين زعيم عمال المناجم من جهة، وبين جناح آخر- كان يعتمد على دعم الفلاحين والولايات المتحدة - من جهة أخرى. وقد أثرت هذه الخلافات على المناخ السياسي العام، ومهدت الطريق أمام عودة العسكر للحكم مجددا. ولكن قبل أن يتم ذلك استمرت الحياة الدستورية فانتخب هرنان سوازو رئيسًا للجمهورية من عام 1956-1960. وأعيد انتخاب استنسيرو عام 1960. استغل نائب رئيس الجمهورية الجنرال رينيه بارينتوس أورتونو فترة الاضطرابات والإضرابات، فاستولى على السلطة بانقلاب عسكري قام به في نوفمبر 1964. وقد شاركه رئاسة الجمهورية الجنرال الفريدو أوفاندو كانديا حتى عام 1966 حين انتخب رينيه أوتونو رئيسا وحيد للجمهورية. ورغم مساندة القوات المسلحة والكونغرس لرينيه أورتونو فقد لقي معارضة شديدة من قبل عمال مناجم القصدير الذين اتهموا الحكم بالضغط على نقابات العمال. فقامت ثورة عام 1967 التي قادها الثائر الأرجنتيني إرنستو تشي جيفارا. إلا أن القوات الحكومية غدرت بتشي جيفارا، وألقت القبض عليه وقتلته. كما اعتقلت المفكر الفرنسي اليساري ريجيس دوبري مما أثار موجة استنكار عالمية واسعة.

## السياسة

### رئاسة الجمهورية
لقي بارينتوس مصرعه عام 1969 في تحطم طائرة هيلكوبتر، فخلفه في رئاسة الجمهورية نائب رئيس الجمهورية لويس أدولفو سايلز ساليناز. إلا أن أوفاندو كانديا قام بانقلاب عسكري في العام نفسه واستولى على السلطة. وفي عام 1970 وقع انقلابان عسكريان الأول قام به الجنرال روخيلو مرياندا والثاني حدث بعد الأول بيوم واحد بقيادة الجنرال خوان خوسيه توريز وبدعم من الطلاب والعمال والأحزاب اليسارية. وقد أنشأ توريز مجلسًا شعبيًا مؤلفا من قيادات الاتحادات العمالية والسياسيين الماركسيين والطلاب الراديكاليين، وسلم قيادته لخوان ليشين أوكويندو أحد زعماء عمال المناجم. وثم أمم توريز المؤسسات الأجنبية الخاصة، وقام بإجراءات اشتراكية فتحركت ضده الأحزاب اليمينية. وفي عام 1971 وبمعاونة الجيش وبالتحالف مع «الحركة الوطنية الثورية» وحزب الكتائب البوليفي الاشتراكي قامت تلك الأحزاب بانقلاب عسكري، أطاح بتوريز وعين مكانه الكولونيل هوغو بانزر سواريز الذي أصبح رئيس الجمهورية الخامس والثمانين، في خلال 146 سنة. وفي عام 1972 انشقت الحركة الوطنية الثورية على نفسها إزاء الموقف الذي كان يجب أن تتخذه من الحكم مما أدى إلى توقيف العديد من أعضائها وقد تدهورت الحالة الاقتصادية في البلاد مما دفع بالحركة الوطنية الثورية إلى الانسحاب من الحكم في نوفمبر عام 1973، وفي أوائل 1974 نفي قائد الحركة فيكتور باز إستنسيرو، كما حكم في عام 1976 على الرئيس السابق توريز بالإعدام بعد أن كان قد نفي إلى الأرجنتين. وفي يونيو من نفس السنة، أعلنت حالة الطوارئ في البلاد من أجل قمع الإضرابات والمظاهرات الطلابية، التي انفجرت قبل ذلك بأسبوع. وكان بانزر قد غير ثلاثة من كبار قادة الجيش وأبعد عن الحكم عددا من الوزراء، كما نفى أعضاء الاتحادات والأحزاب المعارضة، بحجة الخوف من انقلاب يساري، ونتيجة للاضطرابات أقفلت الجامعات، وقام الجيش باحتلال المناطق التي فيها المناجم، والسيطرة على محطات الإذاعة المحلية، واعتقال العديد من الطلاب. وقامت الحكومة في نهاية يونيو عام 1976 برفع الأجور بنسبة 30% في محاولة لوقف الاضطرابات. كما أنها أعلنت في مايو 1977 عن استمرار منع الأحزاب من ممارسة نشاطها إلى أجل غير مسمى. وفي الشهر التالي قامت مجموعة من الشخصيات البارزة بنشر بيان تطالب فيه بالعودة إلى الدستور. فأعلنت الحكومة في نهاية عام 1977 بأن الانتخابات ستجري في 9 يوليو 1978 لانتخاب رئيس جديد للجمهورية ومجلس تأسيسي، لإقامة نظام برلماني ذي مجلس واحد بدلا من مجلسين. كما أعلنت بعد ذلك السماح للأحزاب- بما فيها اليسارية- بالعودة إلى ممارسة نشاطاتها، ولكنها أبقت على رؤساء الأحزاب اليسارية في منفاهم، ولم تصدر عفوا عام بحقهم. وقد رشح الجنرال خوان بيريدا أسبون، وزير الداخلية، نفسه لمنصب رئيس الجمهورية، ففاز بأكثرية الأصوات. كان ذلك في يوليو 1978، إلا أن المعارضة اتهمته بتزوير الانتخابات مما دفعه إلى القبول تكتيكيا بإلغا نتائجها. ولكنه عمد في الوقت نفسه إلى تدبير «انتفاضة» عسكرية طالبت بالاعتراف بنتائج الانتخابات فتسلم على إثرها رئاسة الجمهورية وسط احتجاج المعارضة الداخلية وطعنها في ذلك. وفي 25 نوفمبر 1978 قامت زمرة عسكرية بقيادة الجنرال باديا بإطاحة الجنرال بيريدا ووعدت بإجراء انتخابات حرة في أغسطس 1979. وقد أيدت الأحزاب اليسارية هذا الانقلاب.

### التقسيم الإداري

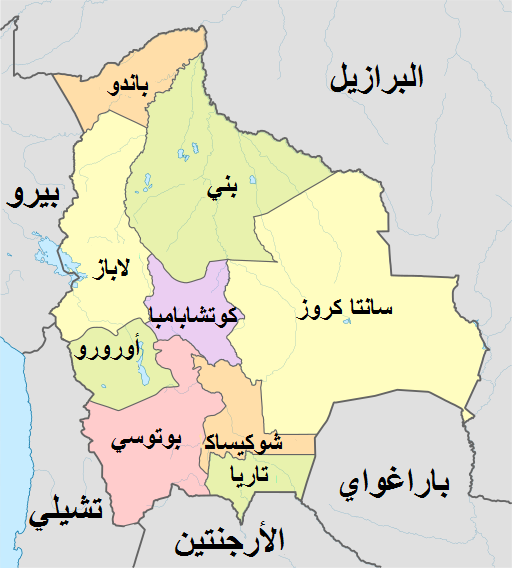
إدارات بوليفيا

تنقسم بوليفيا إلى تسعة إدارات هي كالتالي (بالإسبانية: departamentos). وهذه الإدارات هي وحدة التقسيم الإداري الرئيسية في بوليفيا وتمتلك صلاحيات محددة بتشريع من دستور بوليفيا. كل إدارة لها ممثلين في المجلس التشريعي متعدد الوطنية وهو مجلس ذو غرفتين السيناتور والنواب. كل إدارة ممثلة بواسطة 4 سيناتورات بينما عدد النواب يحدده تعداد السكان في كل إدارة.
أكبر عدد من السكان في الإدارات التسعة يوجد في إدارة لا باز بتعداد يبلغ 2,706,351 نسمة في عام 2012. في المقابل إدارة باندو تحتوى على أقل تعداد من الإدارات ويبلغ تعدادها 110,436 نسمة. وأكبر الإدارات مساحة هي إدارة سانتا كروز بمساحة تقدر 370,621 كيلومتر مربع (143,098 ميل2). أصغر الإدارات مساحة هي إدارة تاريخا وتبلغ مساحتها 37,623 كيلومتر مربع (14,526 ميل2).
| الإدارة          | كود الأيزو | العاصمة                | أكبر المدن             | تعداد السكان (2012) | المساحة كم2 (مل2) | الكثافة السكانية كم2 (مل2) | مقاعد النواب |
| ---------------- | ---------- | ---------------------- | ---------------------- | ------------------- | ----------------- | -------------------------- | ------------ |
| إدارة بني        | B          | ترينيداد               | ترينيداد               | 421٬196             | 213,564 (82,458)  | 1.97 (0.76)                | 9            |
| إدارة شوكيساكا   | H          | سوكريه                 | سوكريه                 | 576٬153             | 51,524 (19,894)   | 11.18 (4.32)               | 11           |
| إدارة كوتشابامبا | C          | كوتشابامبا             | كوتشابامبا             | 1٬758٬143           | 55,631 (21,479)   | 31.6 (12.2)                | 19           |
| إدارة لاباز      | L          | لاباز                  | إل ألتو                | 2٬706٬351           | 133,985 (51,732)  | 20.2 (7.8)                 | 29           |
| إدارة أرورو      | O          | أرورو                  | أرورو                  | 494٬178             | 53,588 (20,690)   | 9.22 (3.56)                | 9            |
| إدارة باندو      | N          | كوبيخا                 | كوبيخا                 | 110٬436             | 63,827 (24,644)   | 1.73 (0.67)                | 5            |
| إدارة بوتوسي     | P          | بوتوسي                 | بوتوسي                 | 823٬517             | 118,218 (45,644)  | 6.97 (2.69)                | 14           |
| إدارة سانتا كروز | S          | سانتا كروز دي لا سييرا | سانتا كروز دي لا سييرا | 2٬655٬084           | 370,621 (143,098) | 7.16 (2.76)                | 25           |
| إدارة تاريخا     | T          | تاريخا                 | تاريخا                 | 482٬196             | 37,623 (14,526)   | 12.82 (4.95)               | 9            |

## الجغرافيا

### الموقع
بوليفيا دولة داخلية، توجد ضمن النطاق الغربي من أمريكا الجنوبية، تحدها البرازيل من الشمال والشرق، وبيرو وتشيلي من الغرب، وباراغواي والأرجنتين من الجنوب، واشتراكها في الحدود مع العديد من دول القارة كان مدعاة لأطماعهم فاقتطعت منها مساحة كبيرة.

### الأرض

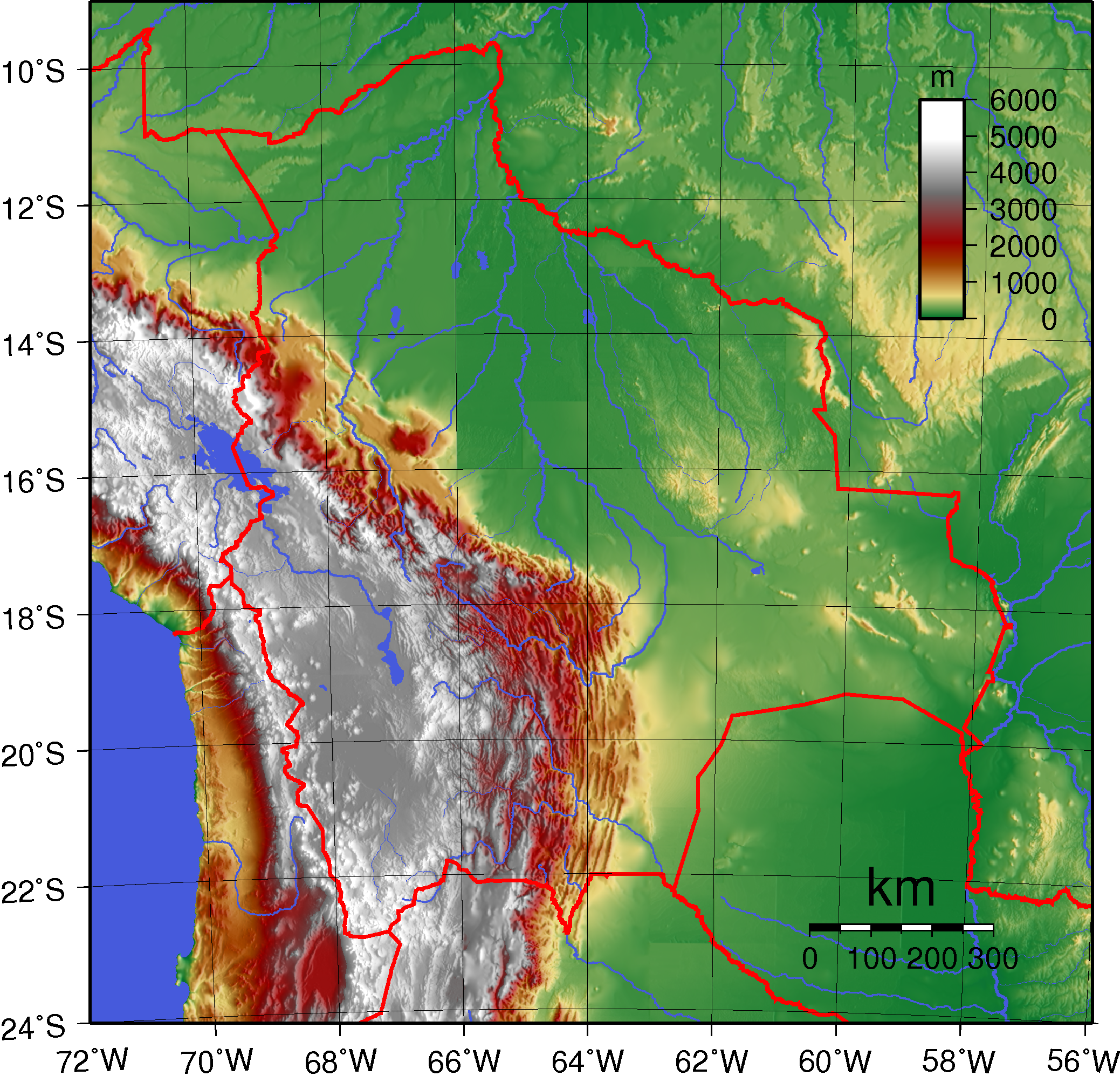
خريطة طبوغرافية لبوليفيا.

تنقسم تضاريسها إلى قسمين: يشمل المرتفعات، وهي قسم من جبال الأنديز، وتضم هضبة عالية مرتفعة، بها سلسلتان جبليتان هما كوردليرا الغربية وكوردليرا الشرقية، ويمتدان بطول البلاد، ويشغلان حوالي ثلث مساحتها تصل بعض قمم هذا القسم إلى 6000 مترًا، والقسم الثاني يتكون من الأرض المنخفضة، وتوجد في شرقها، ويشمل سطوح المنحدرات الشرقية نحو البرازيل، وحيث النطاق السهلي نحو حوض الأمازون، وبينها وبين بيرو في الغرب بحيرة تيتيكاكا أكبر البحيرات العذبة بأمريكا الجنوبية.

### المناخ

خريطة تصنيف كوبن للمناخ في بوليفيا.

صورة منعكسة لسطحها، فالقسم المرتفع من بوليفيا بارد، وتغطي الثلوج الدائمة قممة، ويتسم بالقارية، أما القسم المنخفض في شرقي البلاد فحار رطب تسقط علية كميات وفيرة من الأمطار.
وتعد بوليفيا واحدة من أفقر بلدان أميركا الجنوبية، رغم أنها أكبر منتج للقصدير في العالم، وتحتوى على أكبر مخزون للغاز الطبيعي في القارة، هذا بجانب تصدير فول الصويا ومعادن الذهب، الفضة، الزنك والرصاص والكوكا. ويشكل البوليفيون الأثرياء الذين يطلق عليهم اسم النخبة أصغر طبقة اجتماعية في البلاد. وتتحدث هذه النخبة اللغة الإسبانية لان غالبيتهم من أصول أسبانية، أما معظم البوليفيين فيعتبرون من ذو الدخل المنخفض وهم مكتفون بالعمل في الزراعة، والمناجم، والتجارات الصغيرة أو الحرف.

## التكنولوجيا
تملك بوليفيا قمراً اصطناعياً للاتصالات وقد أطلقته الصين. عام 2015، أُعلن عن تطورات في قطاع الطاقة الكهربائية تشمل إقامة مفاعل نووي بقيمة 300 مليون دولار طوّرته الشركة النووية الروسية روس آتوم. جاءت بوليفيا في المرتبة 97 في مؤشر الابتكار العالمي عام 2023، متقدمة من المرتبة 110 عام 2019. لكنها ما لبثت أن تراجعت للمركز 100 وفق مؤشر عام 2024.

## التعليم في بوليفيا
وفقا لمعايير اليونسكو، تخلصت بوليفيا من الأمية في عام 2008. لدى بوليفيا مجموعة متنوعة من الجامعات الخاصة والحكومية. يوجد بها عشر كليات للطب وهي:
1. جامعة بوليفيا الكاثوليكية،
2. جامعة بوليفيا المسيحية،
3. جامعة التيبلانو،
4. جامعة بريفادا ديل فالى في كوشابمبا،
5. جامعة بريفادا ديل فالى في لاباز،
6. جامعة ايبيرو الأمريكية،
7. جامعة مايور القديس اندريه،
8. جامعة مايور القديس سيمون،
9. جامعة نويستراسينرا في لاباز،
10. جامعة القديس فرانسيسكو زافير،

## السياحة
عرفت بوليفيا بلدا تضم عدد من الحضارات الهندية القديمة والتي تركت العديد من الآثار التي ما زالت قائمة إلى الآن. يتوافد السياح لزيارتها والتعرف عليها. من المعالم الموجودة في بوليفيا المتحف الوطني للآثار ومنطقة أثار تيواناكو وكلأساسايا المعبد السري الذي يقع تحت الأرض بكونتيكي وبوابة الشمس بالإضافة للبحيرة الشهيرة التي تشترك فيها كل من بوليفياو بيرو وهي بحيرة تيتيكاكا.

## الديموغرافيا

### السكان والوراثة
يعيش معظم سكان بوليفيا في المناطق المتوسطة الارتفاع، فحوالي 80% من السكان يعيشون في المرتفعات والأودية الجبلية، والقسم الشرقي من البلاد قليل السكان، وحوالي 54% من سكان بوليفيا من الهنود الأمريكيين، ولذلك تسمي بدولة أمريكا الجنوبية، وحوالي 32% من السكان من المستيزو (خليط أوروبي هندي)، وحوالي 14% من الأوروبيين.

### الأعراق

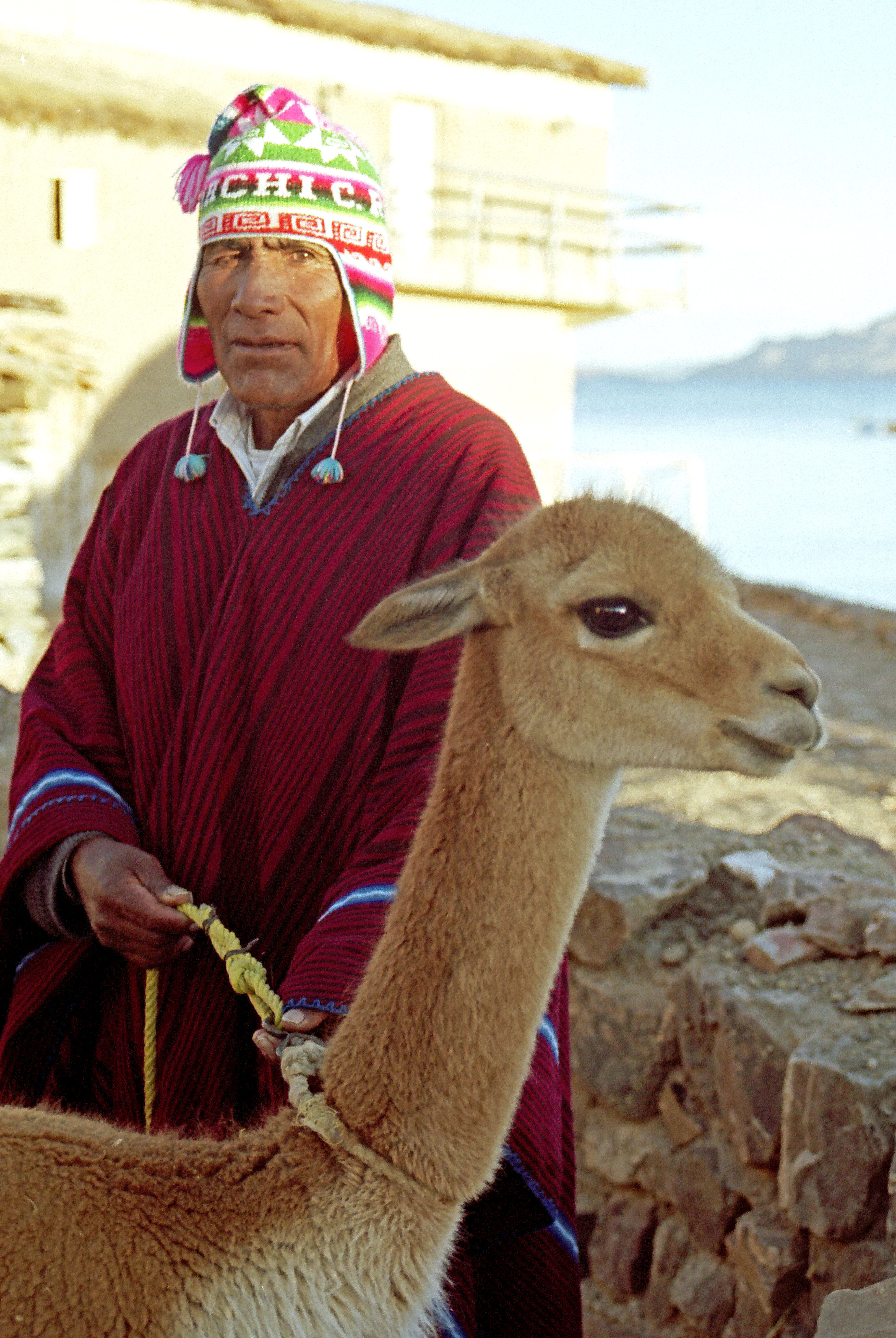
رجل أيماري قرب بحيرة تيتيكاكا في بوليفيا

الغالبية العظمى من البوليفيين ينتمون لفئة الميستيثو أي الأعراق الممزوجة بين الأوروبيين والشعوب الأصلية للمنطقة، بالإضافة إلى أن المكون الهندي (الشعوب الأصلية) أكبر من المكون الأوروبي للسكان.

### اللغة
تمتلك بوليفيا تنوعاً لغوياً كبيراً نتيجة للتعدد الثقافي للبلد. يعترف الدستور البوليفي ب 36 لغة رسمية إلى جانب اللغة الإسبانية. الإسبانية هي اللغة الرسمية الأكثر تحدثاً في الدولة، حسب إحصاء سنة 2001 إذ أنها تُستعمل من طرف ثلثيّ السكان. كل الأوراق القانونية والرسمية التي تصدرها الدولة باللغة الإسبانية، بما في ذلك الدستور والمؤسسات العامة والخاصة الكبرى ووسائل الإعلام ومختلف الأنشطة التجارية.
أبرز لغات الشعوب الأصلية في بوليفيا: لغة الكِتشوا (21.2%)، اللغة الأيمرية (14.6%)، اللغة الغوارانية (0.6%).

### الدين
بحسب دراسة استقصائية أجريت عام 2013 من قبل مؤسسة لاتينوباروميترو وجدت هذه النتائج:
| الديانة           | نسبة% | ملاحظة                           |
| ----------------- | ----- | -------------------------------- |
| كاثوليك           | 76%   | 34% من الكاثوليك ملتزمون دينيًا   |
| البروتستانت       | 17%   | 59% من البروتستانت ملتزمون دينيًا |
| لادينيين          | 5%    |                                  |
| أديان أخرى        | 1%    |                                  |
| لم يحددوا ديانتهم | 1%    |                                  |

## النشاط السكاني

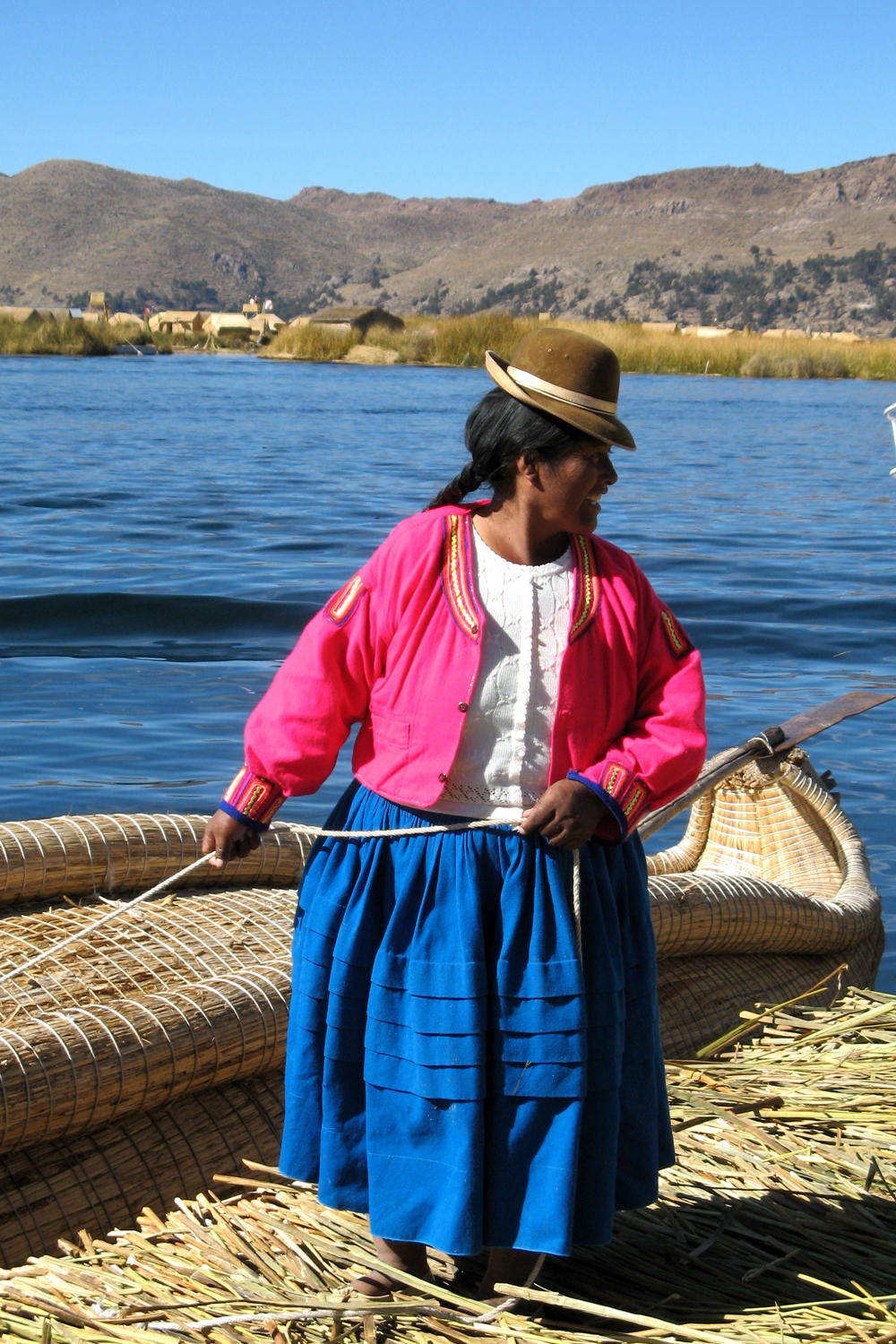
شعب أوروس - بحيرة تيتيكاكا

### الزراعة
حددت الظروف الطبيعية حرفة الزراعة في بوليفيا، فالمساحات المزروعة محدودة، حيث تشغل 3% من مساحة البلاد ويعمل بها حوالي 43% من السكان، وأهم الحاصلات الذرة، والأرز، والقمح، والحاصلات النقدية مثل القطن، وقصب السكر، والبن وينتج الكاكاو إلى جانب الخضر والفاكهة، والثروة الحيوانية تتكون من الماشية، والأغنام، والماعز.

### النفط
ويستخرج النفط والغاز من بعض مناطق البلاد، ويصدر البترول عن طريق أنبوب إلى ميناء أريكا على ساحل المحيط الهادي في شيلي، كما يصدر الغاز عن طريق أنبوب إلى الأرجنتين.

### المعادن
يتكون إنتاج بوليفيا من المعادن من القصدير والذهب والملح واليورانيوم.